# Мукузані (Ґурджаанський муніципалітет)
Мукузані (груз. მუკუზანი) — село в Грузії.
За даними перепису населення 2014 року в селі проживає 919 осіб.